# Liste der denkmalgeschützten Objekte in Spannberg
Die Liste der denkmalgeschützten Objekte in Spannberg enthält die 8 denkmalgeschützten, unbeweglichen Objekte der niederösterreichischen Marktgemeinde Spannberg im Bezirk Gänserndorf.

## Denkmäler
| Foto |                 | Denkmal                                                                        | Standort                                        | Beschreibung | Metadaten |
| ---- | --------------- | ------------------------------------------------------------------------------ | ----------------------------------------------- | --- | --- |
| ja   | Datei hochladen | Figurenbildstock hl. Florian HERIS-ID: 10683 Objekt-ID: 6744 marterl.at: 18982 | bei Hauptplatz 18 Standort KG: Spannberg        | Die in barockem Stil ausgeführte Sandsteinstatue des heiligen Florian wurde laut Chronik 1826 auf dem Marktplatz aufgestellt und später mehrfach versetzt, bis sie 1996 ihren Platz vor dem Feuerwehrhaus auf dem Hauptplatz erhielt. Sie zeigt den Heiligen als römischen Soldaten mit Fahne, der Wasser aus einem Eimer auf einen brennenden Turm leert. | BDA-Hist.: Q38076401 Status: § 2a Stand der BDA-Liste: 2025-06-30 Name: Figurenbildstock hl. Florian GstNr.: .164 Hl.Florian (Spannberg)          |
| ja   | Datei hochladen | Pfarrhof HERIS-ID: 10679 Objekt-ID: 6740                                       | Pfarrgasse 10 Standort KG: Spannberg            | Der Pfarrhof von Spannberg ist ein langgestreckter Barockbau aus dem 18. Jahrhundert in Hanglage, der über eine steile Stiege mit der Kirche verbunden ist. | BDA-Hist.: Q38076274 Status: § 2a Stand der BDA-Liste: 2025-06-30 Name: Pfarrhof GstNr.: .176 Pfarrhof (Spannberg)                                |
| ja   | Datei hochladen | Sog. Seibvilla HERIS-ID: 10292 Objekt-ID: 6345                                 | Seibweg 6 Standort KG: Spannberg                | Der ehemalige Sommersitz von Wilhelm Seib ist ein historistischer Bau von 1914. | BDA-Hist.: Q38063194 Status: Bescheid Stand der BDA-Liste: 2025-06-30 Name: Sog. Seibvilla GstNr.: .30/3 Seibvilla (Spannberg)                    |
| ja   | Datei hochladen | Kapelle HERIS-ID: 10289 Objekt-ID: 6342                                        | Kirchengasse 24, bei Standort KG: Spannberg     | Die Kriegerkapelle in Spannberg ist ein barocker Bau mit Pilastergliederung aus der zweiten Hälfte des 18. Jahrhunderts. | BDA-Hist.: Q38063114 Status: § 2a Stand der BDA-Liste: 2025-06-30 Name: Kapelle GstNr.: 4/1                                                       |
| ja   | Datei hochladen | Kath. Pfarrkirche hl. Martin HERIS-ID: 10290 Objekt-ID: 6343                   | Kirchengasse 24, bei Standort KG: Spannberg     | Die Pfarrkirche von Spannberg ist eine im Kern mittelalterliche, am Anfang des 18. Jahrhunderts barock erweiterte Kirche, die ehemals Teil einer Festung war. | BDA-Hist.: Q38063158 Status: § 2a Stand der BDA-Liste: 2025-06-30 Name: Kath. Pfarrkirche hl. Martin GstNr.: .22 Pfarrkirche Spannberg            |
| ja   | Datei hochladen | Figurenbildstock hl. Johannes Nepomuk HERIS-ID: 10291 Objekt-ID: 6344          | gegenüber Hauptstraße 68 Standort KG: Spannberg | Die Steinfigur des hl. Johannes Nepomuk stammt aus der Mitte des 18. Jahrhunderts. | BDA-Hist.: Q38063176 Status: § 2a Stand der BDA-Liste: 2025-06-30 Name: Figurenbildstock hl. Johannes Nepomuk GstNr.: 6828 Hl.Nepomuk (Spannberg) |
| ja   | Datei hochladen | Vituskapelle HERIS-ID: 10680 Objekt-ID: 6741                                   | Matznerstraße 9, bei Standort KG: Spannberg     | Die Vituskapelle ist eine kleine Wegkapelle aus dem 19. Jahrhundert mit Dreiecksgiebel. | BDA-Hist.: Q38076308 Status: § 2a Stand der BDA-Liste: 2025-06-30 Name: Vituskapelle GstNr.: 6505/18 Vituskapelle (Spannberg)                     |
| ja   | Datei hochladen | Sebastianskapelle HERIS-ID: 10682 Objekt-ID: 6743                              | Sebastianigasse 45, bei Standort KG: Spannberg  | Die Sebastianskapelle im Norden von Spannberg ist eine barocke Wegkapelle mit rundbogigem Giebel und Steinfigur aus der zweiten Hälfte des 18. Jahrhunderts. | BDA-Hist.: Q38076395 Status: § 2a Stand der BDA-Liste: 2025-06-30 Name: Sebastianskapelle GstNr.: .603 Sebastianskapelle (Spannberg)              |